# Hegnera obcordata
Hegnera obcordata là một loài thực vật có hoa trong họ Đậu. Loài này được (Miq.) Schindl. mô tả khoa học đầu tiên.